# Adoretus latiusculus
Adoretus latiusculus är en skalbaggsart som beskrevs av Louis Albert Péringuey 1902. Adoretus latiusculus ingår i släktet Adoretus och familjen Rutelidae. Inga underarter finns listade i Catalogue of Life.